# Enrique Sheridan
Enrique Sheridan o Henry Sheridan (Ranchos, Provincia de Buenos Aires, 13 de septiembre de 1833 - 1860) fue un destacado paisajista argentino, hijo de inmigrantes irlandeses.  Se mudó a Inglaterra muy pequeño junto a su madre y sus tres hermanos y recibió formación artística allí. Volvió a Argentina en 1857.
Conoció en Argentina a Juan León Pallière, con quien realizó obras conjuntas donde Pallière realizaba la figura y Sheridan el paisaje, su fuerte. Realizaron una exhibición conjunta de sesenta pinturas al óleo y acuarelas. A partir del éxito de la exhibición, Sheridan comienza a dar clases de pintura.
Falleció joven, a los 27 años de edad.

## Obras seleccionadas

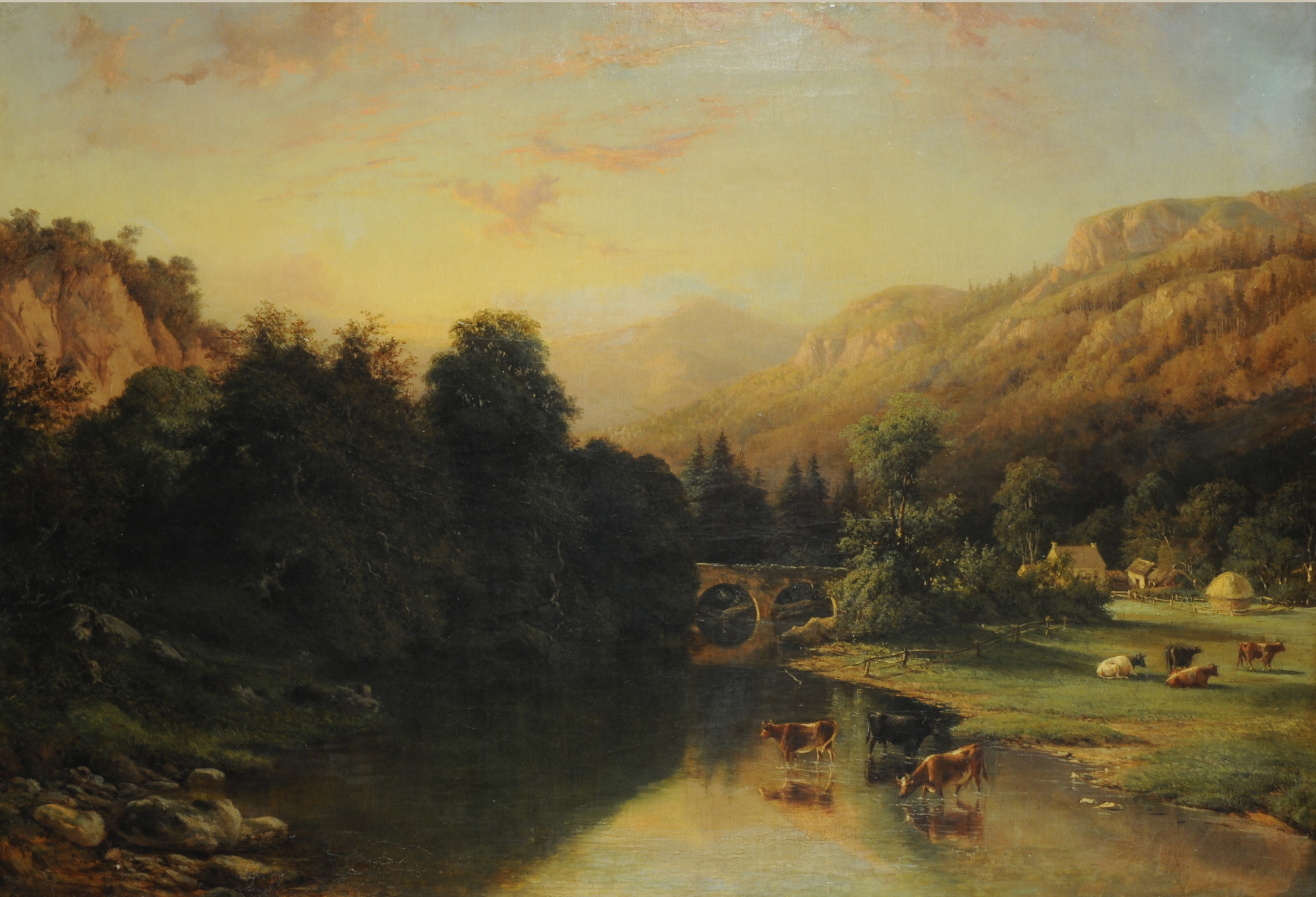
Paisaje
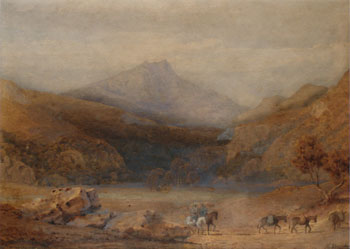
Dos paisanos a caballo con una tropa de tres mulas en un valle